# NewDays

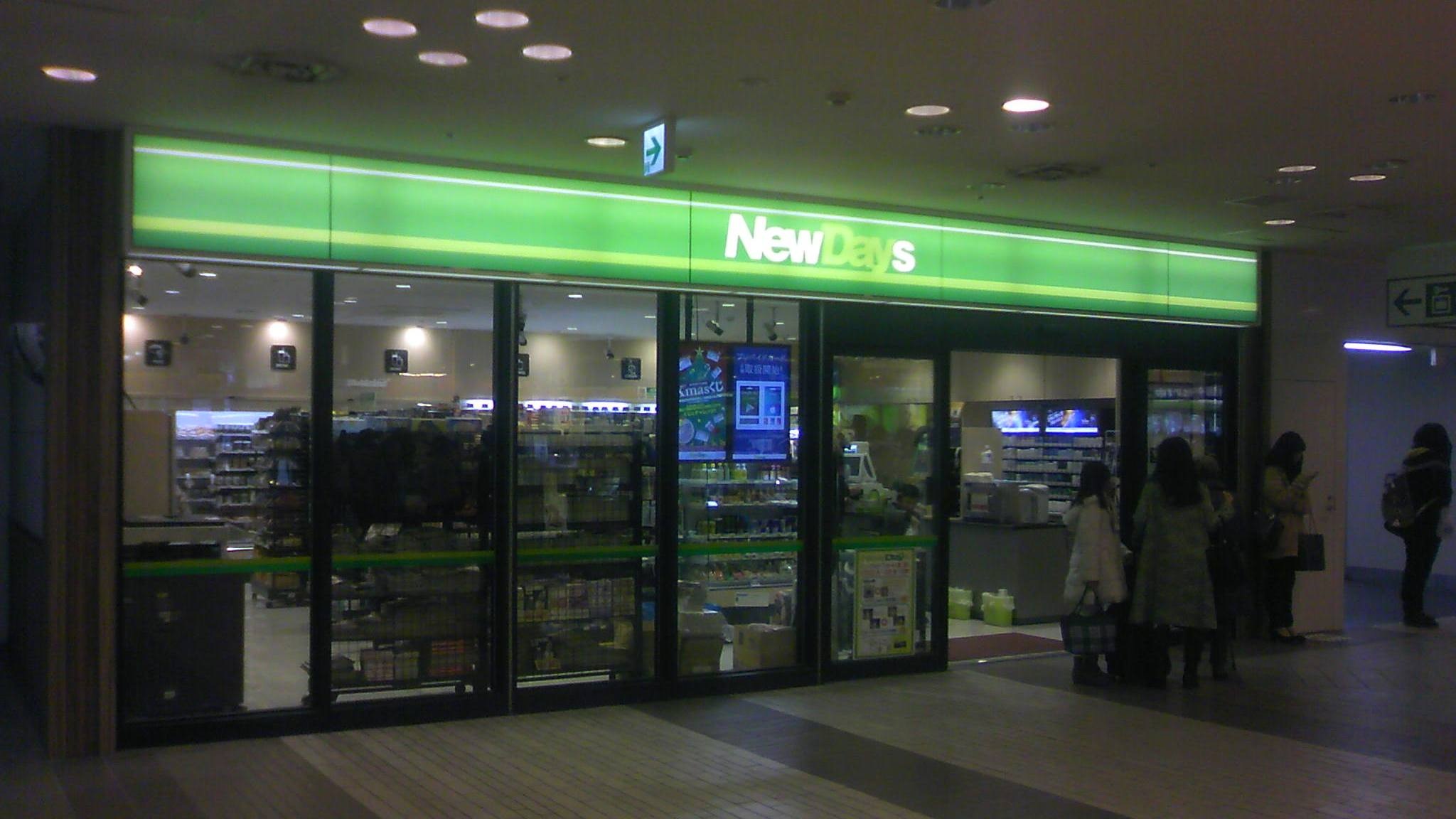
2014年12月開始使用新外觀的仙台站NewDays

NewDays，又稱NEWDAYS，是日本的一家連鎖便利店企業，主要在東日本旅客鐵道（JR東日本）的車站開店，由JR東日本的子公司JR東日本零售網（日语：J-リテール）運營。NewDays店數共有約500店，數量並不多，但单店一日平均銷售額約57萬日元，僅次於7-11排名第二。

## 外部連結
- JR東日本リテールネット（页面存档备份，存于）
- NewDays｜エキナカポータル（页面存档备份，存于）
- NewDays的X（前Twitter）
- NewDays（ニューデイズ）的Facebook專頁
- YouTube上的NewDays頻道